# Кар'єрний склад
Кар’єрний склад (рос. карьерный склад, англ. open pit storage; нім. Tagebaulager n) – сховище корисних копалин насипного типу, що створюється безпосередньо на кар'єрі або поблизу. 
В залежності від призначення розрізнюють К.с. 
- аварійні,
- усереднювальні,
- шихтувальні,
- перевантажувальні,
- готової продукції.

Аварійний К.с. призначений для використання в періоди порушення ритмічності видобутку, інші - за функціональним призначенням. 